# Lucanus cantori cantori
Lucanus cantori cantori es una subespecie de coleóptero de la familia Lucanidae.

## Distribución geográfica
Habita en Darjeeling, Khasi y Bután.